# Systemadministrator
I computerterminologi er en systemadministrator en person der har adgang til at rette i systemets opsætning, oprette nye brugerkonti på maskinen og lignende. Systemadministratorens konto er "root" under UNIX-lignende systemer. I store organisationer vil opgaverne typisk være fordelt på flere personer, så der for eksempel er en der er ansvarlig for netværk mens andre har ansvar for servere eller brugersupport.